# Закова кућа
Закова кућа са карактеристичним кубетом, спада у ред најлепших грађевина и један је од симбола Панчева.
Зграду која се налази у улици Војводе Петра Бојовића подигао је трговац Милорадовић 1903. године. Приземље зграде је од самог почетка коришћено као пословни простор, док се на спрату становало. Пре Првог светског рата власник ове велелепне зграде био је велики панчевачки и вршачки жупан Милан Зако. 
Национализована је, изузев једног вишесобног стана на спрату, решењем Скупштине општине Панчево од 12. октобра 1959. године. 